# أكيكو كوباياشي (مغنية)
أكيكو كوباياشي (باليابانية: 小林晃子؛ بالكانا: こばやし あきこ) هي مؤدية صوت ومغنية يابانية، ولدت في 9 يونيو 1979 في يوكوهاما في اليابان.

## وصلات خارجية
- أكيكو كوباياشي على موقع IMDb (الإنجليزية)
- أكيكو كوباياشي على موقع قاعدة بيانات الفيلم (الإنجليزية)
- أكيكو كوباياشي على موقع كينوبويسك (الروسية)
- أكيكو كوباياشي على موقع ANN person (الإنجليزية)